# Ivanildo Soares Cassamá
Ivanildo Soares Cassamá, noto semplicemente come Ivanildo (Bissau, 9 gennaio 1986), è un ex calciatore guineense con cittadinanza portoghese, di ruolo centrocampista.

## Palmarès

### Club

#### Competizioni nazionali
- Campionato portoghese: 1

Porto: 2005-2006
- Coppa di Portogallo: 1

Porto: 2005-2006

#### Competizioni internazionali
- Coppa Intercontinentale: 1

Porto: 2004